# Довгань, Вячеслав Георгиевич
Вячесла́в Гео́ргиевич Довга́нь (20 октября 1937 — 9 июля 2022, Москва) — советский и российский военный и учёный, генерал-майор авиации в отставке, кандидат военных наук, профессор. Автор более 120 научных трудов в области военно-медицинской и космической техники.

## Биография
Родился 20 октября 1937 года в Белгороде. Отец — Георгий Никифорович Довгань, военнослужащий Красной Армии (вступил в 1932 году), мать — Александра Яковлевна, работала на станции Курск багажным билетным кассиром.
В предвоенные годы Вячеслав рос в Белгороде, потом — в Курске, а затем — в посёлке Идрица Псковской области, где всю семью застала Великая Отечественная война. В сентябре 1943 года все вернулись в освобождённый Курск. В феврале 1946 года семья переехала в Симферополь по месту службы отца.
Окончил среднюю школу № 7 в Симферополе Крымской области, затем — Камышинское артиллерийское техническое училище. Военную службу начал в артиллерийском полку в Белоруссии, который позже был перепрофилирован в ракетный. После обучения в Военной инженерной академии имени Ф. Э. Дзержинского был переведён в Симферопольский Центр дальней космической связи в посёлке Школьное под Симферополем, входивший в структуру Ракетных войск стратегического назначения. Затем служил в Главном военном клиническом госпитале имени Н. Н. Бурденко. С 1982 года работал в филиале № 35 НИИ военной медицины Министерства обороны, где закончил службу в должности заместителя начальника филиала по научно-испытательной работе. В 1988 году защитил кандидатскую диссертацию на тему
«Техническое обеспечение госпитальных баз фронта в наступательной операции». Вышел в отставку в звании полковника.

### Участие в программе по управлению «Луноходом»
В апреле — июне 1968 года Вячеслав Георгиевич успешно прошёл отбор для подготовки в качестве члена экипажа «Лунохода», а затем полный курс подготовки, по окончании которой был назначен водителем второй смены экипажа «Лунохода». Принимал участие в управлении работой на поверхности Луны следующими аппаратами:
- «Луноход-1» — с 17 ноября 1970 по 30 сентября 1971 года;
- «Луноход-2» — с 16 января по 11 мая 1973 года.

### Отслеживание программы «Аполлон»
Водитель «Лунохода-1» Вячеслав Довгань в эксклюзивном интервью RT развеял слухи о том, что американские астронавты Нил Армстронг и Базз Олдрин не высаживались на Луну в 1969 году. «Кто сказал, что не было американцев на Луне? Передачу «Гордон» в полпервого ночи я случайно включил. И пошло-поехало! А мы же это все видели. Страна не видела, но нас шесть человек, из них сейчас четверо живы, и мы видели», — отметил Вячеслав Довгань.
Заслуженный испытатель космической техники, водитель «Луноходов», Вячеслав Довгань: американцы были на Луне.
"У американцев были роверы, которые не могли управляться с Земли. Первый ровер у них был на "Аполлоне-15". Но ровер у них предназначался для перемещений по Луне. Наши же луноходы были передвижными научными лабораториями".

## Награды
- Награждён советскими орденами Ленина и «Знак Почёта», а также российским орденом Почёта и медалями.
- Удостоен почётных званий «Ветеран космонавтики», «Заслуженный испытатель космической техники», «Почётный радист СССР»[7].

## Память
Именем генерал-майора авиации В. Г. Довганя названа поселковая библиотека в п. Школьное Симферопольского района Республики Крым.